# Hraniční přechod Sudoměřice–Skalica
Hraniční přechod Sudoměřice–Skalica (slovensky Hraničný priechod Skalica–Sudoměřice) je bývalý silniční hraniční přechod na česko-slovenské státní hranici na hraničním úseku VIII/29/27A - VIII/29/28 mezi českou obcí Sudoměřice (okres Hodonín, Jihomoravský kraj) a slovenským městem Skalica (okres Skalica, Trnavský kraj). Přechod leží v nadmořské výšce 178 m n. m. na silnici I/70 (obchvat obce, výstavba 1997); za hranicí pokračuje slovenská silnice pod číslem II/426 přes Skalici do Holíče. Před zrušením byl určen pro pěší, cyklisty, motocykly, osobní automobily, autobusy a nákladní automobily.
Hraniční přechod byl zrušen při vstupu České republiky do Schengenského prostoru v roce 2007. V případě dočasného znovuzavedení ochrany vnitřních hranic je provoz na hraničním přechodu upraven Sdělením Ministerstva vnitra č. 395/2021 Sb.

## Další informace
- Referendum – V 90. letech 20. století byl v obci z důvodu zvýšeného průjezdu na původním hraničním přechodu vyhlášen zákaz vjezdu pro kamiony do obce. Dne 16. března 2008 občané Sudoměřic rozhodovali v referendu o otevření staré silnice na slovenskou Skalici; ta byla znovu zprůjezdněna, v roce 2014 podstatně opravena a následně ponížena na silnici třetí třídy.[3]
- Východním směrem je původní hraniční přechod, který vede do centra obce. Západním směrem je železniční hraniční přechod na trati Kúty – Skalica na Slovensku – Sudoměřice nad Moravou (slovenská trať 114, pravidelný osobní provoz v úseku Skalica na Slovensku-Sudoměřice nad Moravou je přerušen).
- Na území obce jsou také dva říční hraniční přechody přes říčku Radějovka: Sudoměřice (Výklopník) / Skalica-prístav a Rohatec / Skalica (na Zdymadlu Rohatec s lávkou pro pěší a cyklisty).
- K přechodům vede Strážnická cyklostezka.